# Clofazimin
Clofazimin ist ein roter Farbstoff, der wegen seines bakteriostatischen Effekts auf Mykobakterium leprae als Arzneistoff gegen Lepra eingesetzt werden kann. Das Handelspräparat Lampren(e)® ist derzeit nur in Frankreich erhältlich.
Die Anwendung des Arzneistoffes bei Lepra erfolgt in einer Dreierkombination zusammen mit Rifampicin und Dapson. Damit können Resistenzen weitgehend vermieden werden.
Clofazimin ist hydrophob und kann oral resorbiert werden. Von seiner chemischen Struktur her zählt es zu der Gruppe der kationisch amphiphilen Medikamente (CAD).

## Wirkmechanismus
Der Wirkmechanismus ist noch nicht vollständig geklärt. Clofazimin wirkt u. a. als FIASMA (funktioneller Hemmer der sauren Sphingomyelinase).